# Ну чё, рокеры?
«Ну чё, рокеры?» (англ. Wassup Rockers) — фильм 2005 года режиссёра Ларри Кларка.

## Сюжет
Реальная история группы подростков из Южного Централа, катающихся на скейтбордах и слушающих панк-рок вместо их местного хип-хопа. Неугомонные ребята постоянно едут на автобусе в Беверли-Хиллз, Санта-Монику и Голливуд, где они катаются и ловят внимание богатых местных девчонок, неизбежно приводя их к неприятностям с родителями, полицией и бойфрендами…

## В ролях
| Актёр             | Роль     |
| ----------------- | -------- |
| Джонатан Веласкес | Джонатан |
| Франсиско Педраса | Кико     |
| Милтон Веласкес   | Милтон   |
| Эдди Веласкес     | Эдди     |